# علم الاتحاد الغربي
كان الاتحاد الغربي تحالفًا عسكريًا تم إنشاؤه بين فرنسا والمملكة المتحدة ودول البنلوكس الثلاث بين عامي 1948 و1954. يتوسط علم الاتحاد الغربي، سلسلة غير منقطعة من خمسة روابط مستطيلة على شكل خماسي مقلوب على حقل أزرق، مع إطار متعدد الألوان (أحمر من الخارج، ذهبي، أسود وأبيض) مأخوذ من أعلام الدول الأعضاء.  

## التصميم
يعرض العلم سلسلة غير منقطعة من خمسة روابط مستطيلة على شكل خماسي مقلوب على حقل أزرق، مع إطار متعدد الألوان (أحمر من الخارج، ذهبي، أسود وأبيض) مأخوذ من أعلام الدول الأعضاء في الاتحاد. نسبة الحد أحمر تقريبا 3 أضعاف باقي الألوان الأخرى. يبلغ العرض الإجمالي للإطار تقريبًا نصف عرض عمق العلم.  عدد الروابط يرمز إلى أعضاء الاتحاد الخمسة. 

## التاريخ

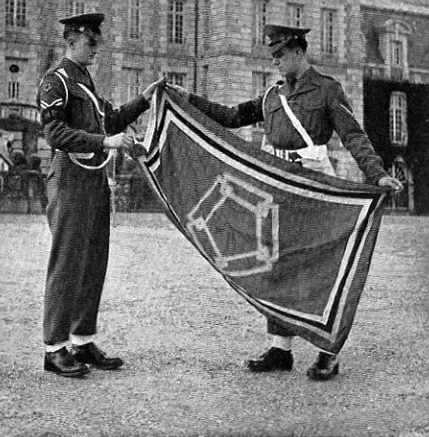
ضباط الصف من فيلق الشرطة العسكرية الملكية يرفعون العلم

عرض العلم لأول مرة في أكتوبر 1949. ربما تم تقديم العلم واستخدامه كعلم قيادة للقائد العام لقائد الأسطول رودريك ماكجريجور أثناء التمرين الحقيقي في عام 1949، وهو التمرين الرئيسي الوحيد الذي أجراه الاتحاد. كما تم رفع العلم على سيارة تعود ملكيتها لبرنارد مونتغمري، رئيس هيئة الأركان.
تظهر صورة العلم في الكتاب المعنون شارات على معطف عسكري من تأليف هوارد إن كول (1953). ينص التعليق الأصلي على ما يلي: «ضباط الصف في فيلق الشرطة العسكرية الملكية يعرضون علم الاتحاد الغربي الذي يتضمن شارة المقر الرئيسي، القادة العسكريون في أوروبا الغربية». لا يشير إلى مكان التقاط الصورة.

### تعديل
توقف استخدام العلم عند إنشاء الناتو، المقر الرئيسي للقوات البرية المتحالفة في أوروبا الوسطى في أغسطس 1953، وتمت إضافة حلقة إضافية واحد إلى الشعار، ترمز إلى الولايات المتحدة. على غرار الاتحاد الغربي، كان مقر الناتو في فونتينبلو، فرنسا. تم تطوير المقر لاحقًا إلى قوات الحلفاء في وسط أوروبا.

## روابط خارجية
- علم الاتحاد الغربي، أعلام العالم